# Rain (bài hát của Taeyeon)
"Rain" là một bài hát của ca sĩ Hàn Quốc Taeyeon, được SM Entertainment phát hành trực tuyến vào ngày 3 tháng 2 năm 2016.

## Bối cảnh và phát hành
Tháng 1 năm 2016, SM Entertainment công bố việc triển khai dự án âm nhạc Station với nội dung phát hành một bài hát vào thứ Sáu hàng tuần trong 52 tuần. "Rain" và bài hát mặt B "Secret" được phát hành vào ngày 3 tháng 2 năm 2016 với vai trò là đĩa đơn đầu tiên của dự án này.

## Quảng bá
Taeyeon biểu diễn "Rain" lần đầu tiên trên chương trình You Hee-yeol's Sketchbook vào ngày 18 tháng 2 năm 2016. Sau đó cô biểu diễn bài hát trong chuyến lưu diễn Butterfly Kiss của mình vào cuối tháng 7 và đầu tháng 8 năm 2016.

## Sự đón nhận
"Rain" đạt vị trí thứ nhất trên bảng xếp hạng đĩa đơn hàng tuần của Gaon và đã giành chiến thắng một lần trên chương trình âm nhạc Inkigayo. Bài hát được đề cử các giải Best Vocal Performance Female và Bài hát của năm tại lễ trao giải Mnet Asian Music Awards lần thứ 18, cũng như các giải Bài hát ballad xuất sắc nhất và Bài hát của năm tại lễ trao giải Melon Music Awards lần thứ 8.

## Danh sách bài hát
| STT              | Nhan đề          | Phổ lời                          | Phổ nhạc                                                                   | Thời lượng |
| ---------------- | ---------------- | -------------------------------- | -------------------------------------------------------------------------- | ---------- |
| 1.               | "Rain"           | Bong Eun-yeong Mafly Lee Yoo-jin | Matthew Tishler Aaron Benward Felicia Barton Olivia Holt                   | 3:42       |
| 2.               | "Secret" (비밀)  | Mafly                            | Devine Kei Ryan Kim Aurora Pfeiffer Tyler Shamy Thaddeus Dixon Kiana Brown | 3:37       |
| Tổng thời lượng: | Tổng thời lượng: | Tổng thời lượng:                 | Tổng thời lượng:                                                           | 7:19       |

## Bảng xếp hạng
| Bảng xếp hạng                      | Thứ hạng cao nhất |
| ---------------------------------- | ----------------- |
| Đĩa đơn Hàn Quốc (Gaon)            | 1                 |
| World Digital Songs Mỹ (Billboard) | 3                 |

## Lịch sử phát hành
| Khu vực       | Ngày               | Định dạng | Hãng đĩa         |
| ------------- | ------------------ | --------- | ---------------- |
| Toàn thế giới | 3 tháng 2 năm 2016 | Tải về    | SM Entertainment |